# Ed Eiteljorge
Edward Henry Eiteljorge dit Ed Eiteljorge (14 octobre 1871 à Berlin, Prusse - 5 décembre 1942 à Greencastle (Indiana), États-Unis) est un joueur de baseball américain d'origine allemande. Il joue au poste de lanceur en Ligue majeure de baseball pendant deux saisons, un match avec les Colts de Chicago en 1890 et huit matches avec les Statesmen de Washington en 1891,.
Avec un autre lanceur, Al Orth, Ed Eiteljorge fait partie des premiers étudiants de l'Université DePauw à entamer une carrière en Ligue majeure de baseball.

## Famille
Fils de Carl W. Eiteljorge et de Agusta F. Eiteljorge, il naît à Berlin, alors capitale du Royaume de Prusse. Il a trois frères : Henry, Albert F. et Charles Samuel.
La famille émigre aux États-Unis[Quand ?]  (ses parents seront enterrés à Greencastle). Il épouse Virginia Richmond[Quand ?]. De leur union naissent deux fils : Charles Hammond (17 octobre 1897-juillet 1968) et Edward Nathan (23 avril 1900-30 mars 1963). L'ensemble de la famille Eiteljorge repose au cimetière Forest Hill de Greencastle.

## Décès
Ed Eiteljorge est décédé à Greencastle (Indiana), à l'âge de 71 ans. Sa tombe se trouve au cimetière Forest Hill de Greencastle,.